# PHPUnit
O PHPUnit é um framework de teste de unidade para a linguagem de programação PHP criado por Sebastian Bergmann. O framework faz parte da família XUnit, iniciada com o SUnit, e similar ao JUnit.
O desenvolvimento do PHPUnit está hospedado no GitHub.

## Exemplo de uso
O teste abaixo verifica o funcionamento correto de uma pilha. O código é parte do manual do PHPUnit. 
O exemplo demonstra a similaridade do PHUnit e outros frameworks da família xUnit.
```
<?php

class
 
StackTest
 
extends
 
PHPUnit_Framework_TestCase

{

    
public
 
function
 
testPushAndPop
()

    
{

        
$stack
 
=
 
array
();

        
$this
->
assertEquals
(
0
,
 
count
(
$stack
));

        
array_push
(
$stack
,
 
'foo'
);

        
$this
->
assertEquals
(
'foo'
,
 
$stack
[
count
(
$stack
)
-
1
]);

        
$this
->
assertEquals
(
1
,
 
count
(
$stack
));

        
$this
->
assertEquals
(
'foo'
,
 
array_pop
(
$stack
));

        
$this
->
assertEquals
(
0
,
 
count
(
$stack
));

    
}

}

?>

```